# Mahabat Khan-moskee
De Mahabat Khan-moskee is een 17de-eeuwse moskee in Pesjawar, Khyber-Pakhtunkhwa, Pakistan.
Het is gebouwd in 1630. De moskee is vernoemd naar Nawab Mahabat Khan, een Mogol-gouverneur van Pesjawar die in dienst was onder de keizers Shah Jahan en Aurangzeb in het Mogolrijk.